# يوجين إل. ديدييه
يوجين إل. ديدييه (بالإنجليزية: Eugene L. Didier)‏ هو كاتب سير وكاتب أمريكي، ولد في 22 ديسمبر 1838، وتوفي في 8 سبتمبر 1913.